# Грас
Грас (фр. Grasse, окс. Grassa; также встречается написание Грасс) — город и коммуна на юго-востоке Франции в регионе Прованс — Альпы — Лазурный берег, департамент Приморские Альпы, супрефектура одноимённого округа, кантон Грас-1. Грас известен своей парфюмерной промышленностью.

## Географическое положение
Коммуна расположена чуть севернее Мужена.
Площадь коммуны — 44,44 км², население — 48 801 человек (2006) с устойчивой тенденцией к росту: 51 021 человек (2012), плотность населения — 1148,1 чел/км².

## Население
Население коммуны в 2011 году составляло 51 631 человек, а в 2012 году — 51 021 человек.
| 1962  | 1968  | 1975  | 1982  | 1990  | 1999  | 2006  | 2011  | 2012  |
| ----- | ----- | ----- | ----- | ----- | ----- | ----- | ----- | ----- |
| 26258 | 30907 | 34579 | 37673 | 41388 | 43874 | 48801 | 51631 | 51021 |

Динамика численности населения:

## Экономика
В 2010 году из 33 025 человек трудоспособного возраста (от 15 до 64 лет) 24 543 были экономически активными, 8482 — неактивными (показатель активности 74,3 %, в 1999 году — 69,2 %). Из 24 543 активных трудоспособных жителей работали 21 534 человека (10 964 мужчины и 10 570 женщин), 3009 числились безработными (1417 мужчин и 1592 женщины). Среди 8482 трудоспособных неактивных граждан 2694 были учениками либо студентами, 2055 — пенсионерами, а ещё 3733 — были неактивны в силу других причин.
На протяжении 2010 года в коммуне числилось 21 648 облагаемых налогом домохозяйств, в которых проживало 50 115,5 человек. При этом медиана доходов составила 19 тысяч 111 евро на одного налогоплательщика.

### Парфюмерная промышленность
Редкие ароматы Пэи де Грас (лаванда, мирт, жасмин, роза, цветы дикого апельсина, мимоза) сделали город мировой столицей парфюмерии.
Рост отрасли произошёл в первой половине XX века, в связи с чем парфюмерная продукция города получила широкую международную известность.
В 2018 году технологии парфюмерного производства Граса (фр.) были внесены в Список нематериального культурного наследия ЮНЕСКО. Таким образом официально признано, что здешнее искусство производства парфюмерной продукции оказало влияние на мировую культуру.
Парфюмерия остается главным сектором промышленности и в XXI веке. В сети около 70 компаний работает до 5 000 человек в городе и его окрестностях. С учётом сопутствующих рабочих мест около 10 000 жителей города живут за счёт производства ароматов. Почти половина городского налога на бизнес приходится на эту отрасль, который опережает туризм и услуги.
Парфюмерная деятельность варьируется от производства натурального сырья до производства парфюмерного концентрата. Именно этот концентрат при разбавлении спиртом не менее 80 % позволяет получить духи.
Ароматизаторы продуктов питания, которые развиваются с 1970-х годов XX века, составляют более половины производственных точек.
Коммуна по-прежнему играет ведущую роль в мире парфюмерии, на неё приходится почти половина французской деятельности в области парфюмерии и ароматов и около 7-8 % мирового производства.
В течение 1960-х и 1970-х годов XX века крупные международные группы постепенно выкупали местные семейные фабрики как например, Chiris, Givaudan-Roure, Lautier и другие. Производство часто переносилось.
Во второй половине XX века большинство компаний города сосредоточились на производстве сырья. Позднее многие современные компании адаптировались, обратившись также и к синтетическим ароматическим веществам. Столкнувшись с транснациональными корпорациями, грасская промышленность не может конкурировать в значительном производстве синтетических ароматов. Однако парфюмерная отрасль промышленности города пользуется такими важными преимуществами как знание сырья, технологий, специализированного оборудования, субподрядчиков и другого. Опираясь на богатейший опыт, аккумулированные знания и устойчивые международные связи и имея высокую деловую репутацию, отрасль оказывает услуги в области обучения, консалтинга, технических и технологических инноваций, создания ароматов для сторонних заказчиков, производит и поставляет сырье, полуфабрикаты и ингредиенты гарантированного качества на внутренний и внешний рынки. В 2002 году в городе основан Институт парфюмерии Граса (англ. Grasse Institute of Perfumery).
Многие всемирно известные парфюмеры работали или продолжают жить и работать в Грасе.
Парфюмерная промышленность позволила поддерживать мощный вторичный сектор вокруг сектора ароматов и парфюмерии, который получил международное признание: 10 % мирового оборота этого сектора и 50 % национального оборота осуществляется в Грасе.
Город вместе с другими районами регионов Прованс-Альпы-Лазурный Берег и Рона-Альпы составляет кластер национальной конкурентоспособности, получивший в июле 2005 года название PASS (Perfumes-Arômes-Senteurs-Saveurs).
Общий валовой доход составляет более 1,5 млрд евро (более 2,6 млрд евро глобального консолидированного оборота для компаний со штаб-квартирой во Франции), из которых 2/3 приходятся на парфюмерию и 1/3 на пищевые ароматизаторы.
Часть натурального сырья поставляют небольшие частные сельскохозяйственные фермы в окрестностях города, узкоспециализированные на выращивании растений для использования в парфюмерном производстве. Другая часть сырья импортируется.
Некоторые крупные бренды, такие как Chanel, имеют собственные плантации роз и жасмина в окрестностях города.

## История
Город основан в XI веке. В 1125 году стал резиденцией епископа Антиба. В 1155 году Грас стал епископским городом, начал играть важную роль в торговых отношениях с Генуей и Пизой. В 1482 году вместе с Провансом стал частью Франции. С XVI века в Грасе начало развиваться парфюмерное производство.
В 1815 году Наполеон I высадился в бухте Гольф-Жюан и с небольшой армией пошёл на Париж путём, который впоследствии назовут дорогой Наполеона. В типографии Граса, расположенного в 15 километрах от места высадки, было напечатано воззвание к народу и армии.
Грас известен своим парфюмерным производством. В средневековье здесь располагались кожевенные мастерские, они довольно дурно пахли. Чтобы сбить запах, в Грасе начали использовать смеси эфирных масел, цветов, специй. Так появились первые парфюмеры и духи в Грасе.. Город также упоминается в романе Патрика Зюскинда «Парфюмер».

## Известные парфюмеры
- Антуан де Шири (фр. Antoine de Chiris). Парфюмер, промышленник и торговец XVIII века, основатель династии владельцев Дома ароматов Antoine Chiris. Родился в богатой семье итальянского происхождения. В Грасе начал скупать поля, на которых росли цветы, которые перерабатывались затем на фабрике в парфюмерные материалы. Шири владел ранними патентами на процесс перегонки водяным паром, способный производить значительное количество высококачественного парфюмерного масла по экономичной цене. Эта технология помогла Грасу стать лидером в производстве парфюмерных ингредиентов и во многом определило экономическое процветание города. Традиционно дело переходило от отца к сыновьям. Дом ароматов Antoine Chiris, основанный в Грасе, восходит к 1768 году и считается первым и, возможно, самым большим в мире предприятием на протяжении 150 лет, которое с XVIII века занималось сбором природных материалов и превращением их в сырье для парфюмерии, лишь иногда создавая духи. Со временем фабрики Chiris были открыты в Италии, Алжире, Тунисе, Конго, Шри-Ланке, Гайане, Китае, на Коморских островах и других местах. Офисы торгового Дома Chiris по продаже парфюмерных материалов расположились в Бордо, Марселе, Лионе, Париже, Женеве, Милане, Брюсселе, Праге, Вене, Варшаве, Москве, Гамбурге, Лондоне, Барселоне, Лиссабоне, Бухаресте, Триесте, Константинополе, Тунисе, Оране, Алжире, Касабланке, Каире, Монреале, Нью-Йорке, Чикаго, Рио-де-Жанейро, Сент-Поле, Сантьяго, Буэнос-Айресе. Время от времени — особенно в 1900-е годы — Chiris создавал готовые ароматы. В это же время Леон Шири руководил Парфюмерной школой в Грасе, из которой в 1901 году вышел исключительно талантливый Франсуа Коти, вскоре ставший крупным и требовательным клиентом Дома Chiris. Другими известными парфюмерами, прошедшим через Дом Chiris, были Эрнест Бо и Винсан Рубер. Примерно с 1930 года, со времен Великой депрессии условия ведения бизнеса стали ухудшаться из-за роста себестоимости производства во Франции и усиления конкуренции. Дом Chiris упорно отказывался производить и продавать синтетические парфюмерные продукты. В 1967 году семья продала фамильный бизнес компании Universal Oil Products.
- Клод Мотте. В 1841 году построил в Грасе фабрику парфюма, получившую европейскую известность.
- Антонен Рейно (фр. Antonin Raynaud. 1827 — 1903). Родился в Грасе в семье мясника. Начал карьеру в шестнадцатилетнем возрасте, работая подмастерьем в Торговом доме Violet. В 1857 году стал сотрудником фирмы Parfums Oriza - Louis Legrand, которую выкупил в 1860 году. Построил здание новой фабрики в Левалуа к северо-западу от Парижа. Алиса де Савиньи писала о нём: «Позитивный дух, неутомимый труженик, Антонин Рейно, владелец одной из первых парфюмерных фабрик в столице, не тот человек, который довольствуется полученными результатами, ему нужен прогресс. Ему мало дела до того, чтобы производить много (он обязательно добьется этого...), он хочет производить хорошо. Качество должно предшествовать количеству» («Иллюстрированная Вселенная», 1862). Позже Рейно, благодаря своему успеху, построил особняк в Левалуа, а также приют для престарелых под названием «Хоспис Ориза». В 1879 году фабрикант открыл в Париже новый торговый зал, а в 1890 году — новый бутик на площади Мадлен, который стал головным офисом компании. К началу XX века на фабрике работало семьдесят человек и 90% её оборота приходилось на экспорт. После смерти Рейно в 1903 году его вдова Мари (которая была его второй женой) продолжала управлять парфюмерным магазином и фабрикой Oriza.
- Франсуа Коти (фр. François Coty. 1874 — 1934). Коти — творческий псевдоним с 1904 года. Подлинное полное имя при рождении — Жозеф Мари Франсуа Спотурно (фр. Joseph Marie François Spoturno). Франсуа родился в Аяччо в 1874 году на острове Корсика в семье знатных людей родом из Лигурии. Его мать, Мари, умерла, когда он был ещё ребёнком, а отец, Жан-Батист, пропал без вести. Одиннадцатилетний Франсуа Спотурно покинул родной остров осенью 1885 года вместе с бабушкой, имея аттестат начального обучения, и поселился в Марселе. По окончании военной службы (1896—1898) он в 1898 году обосновался в Париже, где стал неоплачиваемым парламентским атташе Эммануэля Арена, депутата-республиканца от Корсики. Франсуа знакомится с доктором Жакмино, владельцем аптеки на авеню де ла Мот-Пике; аптечный бизнес процветает, и иногда требуется дополнительный сотрудник. Франсуа помогает в аптеке время от времени готовить различные продукты; «он особенно сочинял, как это было принято в то время, алкогольные напитки и одеколоны». Аптекарь, заметив его талант, советует   помощнику совершенствовать свои природные задатки. Благодаря кредиту бабушки и следуя совету доктора Жакмино, Франсуа Спотурно запустил свой первый парфюмерный бизнес, который через год оказался провальным.  Франсуа оставляет Париж и едет учится парфюмерному искусству в Грас. Часть 1903 года он провел в парфюмерной Школе, созданной Домом Antoine Chiris в Грассе где вместе с Жоржем Шири (1872-1953), сыном Леона Шири, он изучает природном сырье и синтетические продукты, а также операции по дистилляции и экстракции. Вернувшись в Париж, Франсуа Спотурно продавал эссенции, привезенные из Грасса, парикмахерам столицы. Тогда же он устроил в своей маленькой квартирке на бульваре Распай кустарную лабораторию. Для презентации ароматов его жена Ивонн украшает бутылки самодельных духов мужа лентами и атласом, будучи модисткой в Grands Magasins du Louvre. В 1904 году, экспериментируя, Франсуа использовал в создании нового аромата два синтетических ароматических продукта, которые он изучал в Грасе. Это были родиналь и ионон. Новому аромату — духам для женщин  — Франсуа Спотурно дал название La Rose Jacqueminot. Согласно анекдоту, правдивость которого не установлена, запах бутылки, разбитой в универмаге, возможно, самим Франсуа, случайно или преднамеренно, привлекает покупателя и приносит ему заказ на 12 бутылок. Именно в это время Эммануэль Арен посоветовал Франсуа использовать девичью фамилию его матери, адаптированную как Coty, для рекламы его духов. Созданная Франсуа Спотурно в 1904 году Фирма Coty, трансформирует обычные процессы создания духов, организует их индустриализацию в более широком масштабе и расширяет круг своих клиентов. Стремление Coty расширить парфюмерный рынок отличает её от других. И хотя Франсуа (теперь уже  «Коти») по-прежнему считал духи роскошью, он хотел продавать их более широкой клиентуре. Франсуа Коти энергично продвигает на рынок прежде всего цветочные, амбровые и шипровые ароматы. Все это, как признают историки, позволяет называть Франсуа Коти «отцом-основателем современной парфюмерной индустрии». Франсуа Коти творчески связывает натуральные эссенции с синтетическими продуктами, которые благодаря развитию органической химии с XX века стало возможным производить дёшево. Синтезированные душистые эссенции для Франсуа Коти поставляют такие компании как Firmenich или Де Лэр, а натуральное сырье — Дом Antoine Chiris. Заработав на продажах ароматной продукции свой первый капитал, Франсуа Коти в 1909 году на берегу Сены, в Сюрене, на части территории Шато-де-ла-Сурс, создал свою фабрику «Cité des parfums». За ней последуют многие другие промышленные предприятия: на острове Пюто для металлической упаковки, в Нейи-сюр-Сен для кожаных и картонных коробок, в Пантине и Ле-Лила для бутылок. По совету своей свекрови Виржини Ле Барон (урождённая Дюбуа) Франсу Коти организовал вертикальную интеграцию производства. Coty управляет персоналом на своих фабриках по-патерналистски, организуя пенсионный фонд, ограничивая рабочее время для молодых матерей и другое. Франсуа Коти был не первый парфюмер, который заинтересовался эстетическими качествами флакона, но он начинает широко сотрудничать с талантливыми художниками и стилистами в творческом процессе создания привлекательного образа флакона, его этикетки, упаковочной коробки, рекламных плакатов, не упуская из виду ни одного художественного элемента в выпуске парфюмерной продукции. Коти приписывают утверждение, что «духи выглядят так же, как и ощущаются, они являются объектом, прежде чем стать ароматом». Стали знаменитыми его слова: «Дайте женщине лучший продукт, который вы можете сделать, подарите его в идеальной бутылке красивой простоты, но с безупречным вкусом, назначьте за него разумную цену, и родится великий бизнес...». Фирма Coty постоянно расширяет ассортимент продукции: в дополнение к парфюмерии в продаже появляются разнообразные кремы, мыло, соли для ванн, губная помада и даже ароматизированные канцелярские принадлежности. Пудра L'Origan, созданная Фирмой Coty, обретает исключительную популярность. По окончании Первой мировой войны в 1918 году Франсуа Коти придумал разливать духи в маленькие флаконы, что удешевило продукцию: теперь возвращавшиеся домой солдаты вполне могли позволить себе приобрести духи как подарок своим женщинам. Это был ещё и сильный рекламный ход, добавивший популярности Фирме Coty. К 20-м годам XX столетия Coty занимает лидирующие позиции в мировой индустрии парфюма. В истории культуры Франсуа Коти по-праву занял место крупнейшего парфюмера XX века[14]. В память о нём во Франции в 2000 году учреждена Премия в области парфюмерного искусства, которая с 2007 года имеет название Cosmetic Valley's International Fragrance (СVIFP). Но неофициально CVIFP именуется также как «Премия Коти»[15].
- Винсан Рубер (фр. Vincent Roubert. 1889 — 1972). Свой первый аромат L'Or создал для Франсуа Коти в 1912 году. Тогда он был ещё студентом парфюмерной Школы при Доме Antoine Chiris в Грасе, где преподавал Антуан Шири, представитель знаменитой династии. Окончив обучение, Винсан Рубер начал сотрудничать с Домом Antoine Chiris. Франсуа Коти пригласил его на работу в свою фирму. Для фирмы Coty совместно c Франсуа Коти создал ароматы Knize Ten (1924), L'Aimant (1927), A Suma (1934), Метеоr (1949). С 1945 по 1954 год сотрудничал с кутюрье Жаком Фатом (1912 — 1954) и создал для Les Parfumes de Jacqurs Fath удачные ароматы Green Water (1946) и Iris Gris (1947?)[16]. После 1933 года руководил фирмой Coty по просьбе её основателя.
- Анри Альмерас (фр. Henry Almeras. 1892 — 1965). Родился в Бретани в семье офицера. В 20-е годы XX века четыре года обучался на фирме Antoine Chiris в Грасе, затем работал парфюмером. В Грасе познакомился с Эрнестом Бо и Анри Робером. Сотрудничал с Parfums d'Orsay, Jean Patou, Fragonard, Parfums de Lusy. С 1914 года работал на фирме Les Parfums de Rosine, которую создал кутюрье и парфюмер Поль Пуаре. В 1923 году Жан Пату создал парфюмерное отделение и пригласил Альмераса занять должность главного «носа» Дома моды Jean Patou Paris. Альмерас создал для Дома Patou несколько ароматов, наиболее известными из которых стали духи Amur Amur (1925) и Joy (1930). Аромат Joy приобрел славу «самых дорогих духов в мире», так как в процессе создания аромата Анри Альмерас «использовал 10 600 цветов жасмина и 28 десятков роз из Граса»[17][18]. В 2000 году духи «Joy» были признаны «ароматом века» на церемонии вручения премии FiFi Awards, обойдя своего конкурента No.5 Chanel[19]. В 1940 году Анри Альмераса в Доме Patou сменил парфюмер Анри Жибуле.
- Жан Карле (фр. Jean Carles. 1892 — 1966). Родился в Грасе. Работал парфюмером. В 1936 году для торгового Дома Люсьна Лелонга создал женские духи — цветочно-фруктовый аромат Indiscret. Духи выпускались во флаконах шести разных размеров и были очень популярны. В 1937 году создал Shocking! — самый узнаваемый аромат от Schiaparelli. Автор ароматов Tabu (1932) от Dana, Ma Griffe (1946) от Carven. В 1946 году фирма Roure Bertrand Fils et Jastin Dupond открылa при своей фабрике в Грасе Школу парфюмерии Рур (фр. de L'école de Parfumerie de Roure située à Grasse) Жан Карле стал первым дирeктором Школы, где и преподавал основы искусства парфюмерии, разработав собственный оригинальный учебный курс. Обучение было основано на запоминании запахов и оттенков ингредиентов, схожих и контрастных, и их классификации по пятнадцати семействам[20]. В ольфакторных исследованиях также предложил аналитический метод сравнения двух диаграмм: для натуральных ингредиентов и для синтетических. Графики наглядно отображают сходства и отличия сырьевых материалов. Автор решил не патентовать свою метод, который сегодня носит его имя. «Метод Карле» доступен для всех желающих и часто включается в курс обучения парфюмеров, став отраслевым стандартом.  В Грасе сохранилось старое здание фабрики Roure Bertrand начала XIX века, которое с 2017 года занимает винодельческая компания Comte de Grasse[21].
- Эжен Фукс. В 1926 году бывший парижский нотариус основал в городе парфюмерную фирму Fragonard, которая названа в честь местного художника Жана-Оноре Фрагонара, сына парфюмера при королевском дворе. Фирма владеет парижским музеем Musée du Parfum, в котором представлены экспонаты по истории парфюмерии на протяжении более 5 000 лет.
- Анри Робер (фр. Henry Rober. 1899 — 1987). Родился в Грасе в семье парфюмера. Его отец Жозеф Робер (фр. Joseph Rober) разработал эффективный процесс экстракции летучих растворов. В 1921 году Анри поступил на работу в Дом Antoine Shiris в Грасе. Работа способствовала знакомству с Анри Альмерасом. Освоив искусство парфюмерии, Анри Робер создавал ароматы для Coty, Chanel, Bourjois. В числе прочих создал в 1970 году аромат N°19 для Chanel. В 1964 году стал кавалером Ордена Почетного легиона. В 1977 году в Париже издана книга Анри Робера «Воспоминания парфюмера».
- Луис Ами (фр. Louis Maximin Amic. 1904 — 1977). Родился в Грасе. Парфюмер и промышленник. Президент и генеральный директор Roure Bertrand Fils et Justin Dupont c 1958 года. Автор ряда ароматов. В 1945 году пригласил эмигранта из России парфюмера Юрия Гуцаца (1914 — 2005) в свою фирму, где тот создавал ароматы до 1975 года. Луис Ами скончался в Париже в возрасте 73 лет. Сын, Жан Ами (фр. Jean Amic. 1935, Paris), продолжил дело отца, став парфюмером и промышленником[22].
- Жак Польж (фр. Jacques Polge). Родился недалеко от Авиньона в 1943 году. Парфюмерному делу обучался в Грасе, где был приглашен на работу в Roure Bertrand Fils et Jastin Dupond. Создавал ароматы для Bourjois, Tiffany, Emanuel Ungaro, Yves Saint Laurent, Stephanie Monaco и других. Выпустил обновленную версию аромата N°5 от Chanel. Под его руководством в 2007 году в запущена линейка ароматов Lex Exclusits de Chanel. В 2015 году оставил Chanel, где должность главного парфюмера занял Оливье Польж, его сын.
- Жан-Клод Эллена (фр. Jean-Claude Ellena). Родился в Грасе в 1947 году в семье парфюмера. С детских лет вместе с бабушкой работал на плантациях жасмина, затем трудился на заводе фирмы Antoine Chiris по производству эфирных масел. Под руководством отца с 17 лет стал экспериментировать, создавая собственные ароматы. В 21 год уехал учится парфюмерному искусству в Швейцарию. Карьеру парфюмера начал в 1976 году, создав удачный аромат  First для ювелирной фирмы Van Cleef & Arpels. С 1983 года работал в Givaudan, затем перешёл в Haarmann & Reimer. В 2000 году стал соучредителем фирмы The Different Company, для которой создал несколько ароматов; компанию возглавила его дочь, парфюмер Селин Эллена. В 2004 — 2016 годах — эксклюзивный «нос» фирмы Hermès.  С 2019 года был «директором по созданию новых ароматов» компании Le Couvent. Создавал ароматы для Bvlgary, Giorgio Armany, Sisley, Cartiet и других[14].
- Бертран Дюшофур (фр. Bertrand Duchaufour). Родился в Нанси в семье геолога. Парфюмерному искусству обучался в Lautier Florasynth в Грасе, одновременно работая в Florasynth Paris и Créations Aromatiques. В 1980-е годы работает в Créations Aromatiques и Symprise. С 2008 года — парфюмер L'Artisan Parfumeur «в резиденции». Создавал ароматы для Penhaligon's, Amouage, Comme des Garçons, Givenchy, Christian Dior, Aqua di Parma, Pierre Cardin, Escada и других. Автор более 250 ароматов.
- Франсуаза Карон (фр. Françoise Caron). Родилась в Грасе в 1949 году. Её родители владели бизнесом, который был связан с изготовлением и продажей сырья для парфюмерии. В двадцать лет Франсуаза Карон поступила в парфюмерную Школу L'école de Parfumerie de Roure. Через шесть лет ей предложили работу в парижском офисе парфюмерного Дома Roure. Свой первый аромат — Eau d'orange Verte — создала в 1979 году для Hermes. Автор флагманского аромата Kenzo, которым в 1988 году открыл свою линейку парфюма модный Дом Kenzo. Около 25 лет работала в Givaudan. В своем искусстве «композитора ароматов»  предпочитает шипровую «легкую» составляющую. Создавала композиции для Escada, Pierre Cardin, Valentino, Versace и других. Автор более шестидесяти ароматов. В 2007 году приглашена в Tagasako. В 2012 награждена Орденом Искусств и литературы Министерства культуры Франции. Её младший брат Оливер Крепс — известный парфюмер[14].
- Франсуа Демаши. Родился в 1949 году в Каннах, но большую часть жизни работал в Грасе, где у его отца была аптека. В Chanel продолжительное время был директором по исследованиям и разработкам, одновременно сотрудничая и создавая духи для Chanel, Ungaro, Bourjois и Tiffany. В 2006 году назначен директором по развитию подразделения косметики и парфюмерии LVMH и главного бренда Christian Dior[23][24][25]. Он также сотрудничает в производстве парфюмерии Fendi и Acqua di Parma.
- Оливер Кресп (фр. Oliver Cresp). Родился в 1955 году в Грасе. Его дед и отец занимались производством и продажей сырья для парфюмерии. Старшая сестра Франсуаза Карон стала известным парфюмером. Первоначально Оливер изучал сырье и ароматизаторы в Biddle Sawuer, США. Начинал карьеру парфюмера в De Laire. С 1992 года работает в Firmenich. Создавал ароматы для Versace, Nina Ricci, Dior, Givenchy, Dolce & Gabbana, Valentino, Antonio Banderas, Lacoste и других. Один из его наиболее известных ароматов — Angel (1992) от Therry Mygler. B 2018 году совместно с дочерью Анаис и её мужем Джеком Мискелли создал фирму Akro, которая выпускает парфюмированную воду унисекс. Себастьян, сын Оливера Креспа, также стал парфюмером[26].
- Жан-Мишель Дюрье (фр. Jean-Michel Duriez). Родился в 1961 году в Амьене. Начинал обучаться искусству парфюмерии в Грасе в 1984 году. Был парфюмером Jean Patou и Rochas. Соучредитель Дома Jean-Michel Duriez Paris. Автор более сорока ароматов. Помимо этого, увлекается созданием элитных ароматических свечей[27].
- Фабрис Пеллегрин (фр. Fabrise Pellegtin). Родился в Грасе в 1969 году в семье парфюмера. Его дед был поставщиком сырья для парфюмерного производства, а отец Жорж Пеллегрин (фр. Georges Pellegrin) работал парфюмером в Robertet. В 1989 году Фабрис приглашен  в Robertet, где изучал материалы и технологии, используемые в парфюмерии. Карьеру парфюмера в 1995 году начинал в Mane. С 2008 года работает в Frimenich. Создавал ароматы для Swarovski, Bently, Zara, Oriflame, Hermes, Yves Rocher, Kenzo, Nina Rissi, Valentino, Pierre Cardin, Giorgio Armani и других. Около двадцати ароматов создал для Diptyque и большую часть линейки от Roos & Roos. Автор более 200 ароматов. Признан во Франции «Парфюмером года 2017». Лауреат Премии Франсуа Коти 2021.
- Оливье Польж (фр. Olivier Polge). Родился в Грасе в 1974 году в семье известного парфюмера Жака Польжа (фр. Jacques Polge). Карьеру парфюмера начинал в родном городе, поступив учеником на фабрику Charabot, где изучал производство ингредиентов для индустрии ароматов. Став квалифицированным специалистом, создавал ароматы для Armani, Casharel, Repetto, Victor&Rolf, Van Cleef&Arpes, Les Parfumes Chanel и других. В 2009 году за созданиние пяти ароматов получил Международную парфюмерную премию. Совместно с Домиником Ропьеном и Анной Флипо для Lancome создал аромат La Vie est belle («Жизнь прекрасна»); в 2014 - 2015 годах — «самый продаваемый аромат во Франции» и к 2019 году «один из самых популярных ароматов в мире». С 2015 года Оливье Польж работает в Chanel ведущим парфюмером, сменив в этой должности своего отца. Автор парфюмерной воды N°5 L'Eau, созданной на основе знаменитых духов Эрнеста Бо aромата N°5 Chanel.

## Известные уроженцы и жители
Здесь родились и провели детство Жан Оноре Фрагонар, Матиас-Мария Дюваль и Мишель Мутон.
С 1923 по 1945 годы на виллах "Mont-Fleuri" (1923-1924, современное название - "La Rivolte", сhemin des Lierres, 1), "Belvedere" (1925-1938, chemin du Vieux Logis, 18), "Jeannette" (1939-1945, boulevard Georges Clemenceau, 35) в Грасе жил лауреат Нобелевской премии по литературе Иван Бунин. На въездах к виллам Бельведер и Жаннет установлены памятные таблички. Табличка перед виллой Жаннет была установлена по инициативе художницы Т.Д. Логиновой-Муравьевой, дружившей с Буниными и оставившей об этом воспоминания с иллюстрациями.
Мягкий климат и отличное медицинское обслуживание сделали Грас местом последнего местожительства бывших офицеров Русской императорской армии. Среди них Иван Яковлевич Орел и другие.
3 июня 2017 г. писателю Ивану Бунину был установлен памятник авторства Андрея Ковальчука. Памятник установлен в парке виллы Сент-Илэр (муниципальная библиотека), в пешеходной дистанции от исторического центра. Также в 2000 году в саду принцессы Полин, где гулял Бунин и который находится непосредственно возле виллы Бельведер, установлен бюст писателю.
В 1952 году здесь умерла Маргерита Бурна-Провенс; 10 октября 1963 года в Грасе скончалась Эдит Пиаф, а 19 июня 1986 года — Колюш.

## Достопримечательности
- Нотр-Дам-дю-Пюи — кафедральный собор, основанный в XI веке; здесь хранятся три работы Рубенса и одна работа Жана Оноре Фрагонара
- Завод Фрагонар | Parfumerie Fragonard и Вилла-музей Фрагонара | Musée Fragonard[31]
- Международный музей парфюмерии | Musee International de la Parfumerie[32]
- Завод и Музей парфюмерии Молинар[10]
- Музей искусства и истории Прованса, где представлены живопись и местный фаянс
- Военно-морской музей, посвященный карьере моряка Франсуа-Жозефа Поля, графа Граса
- Провансальский музей костюма и украшений

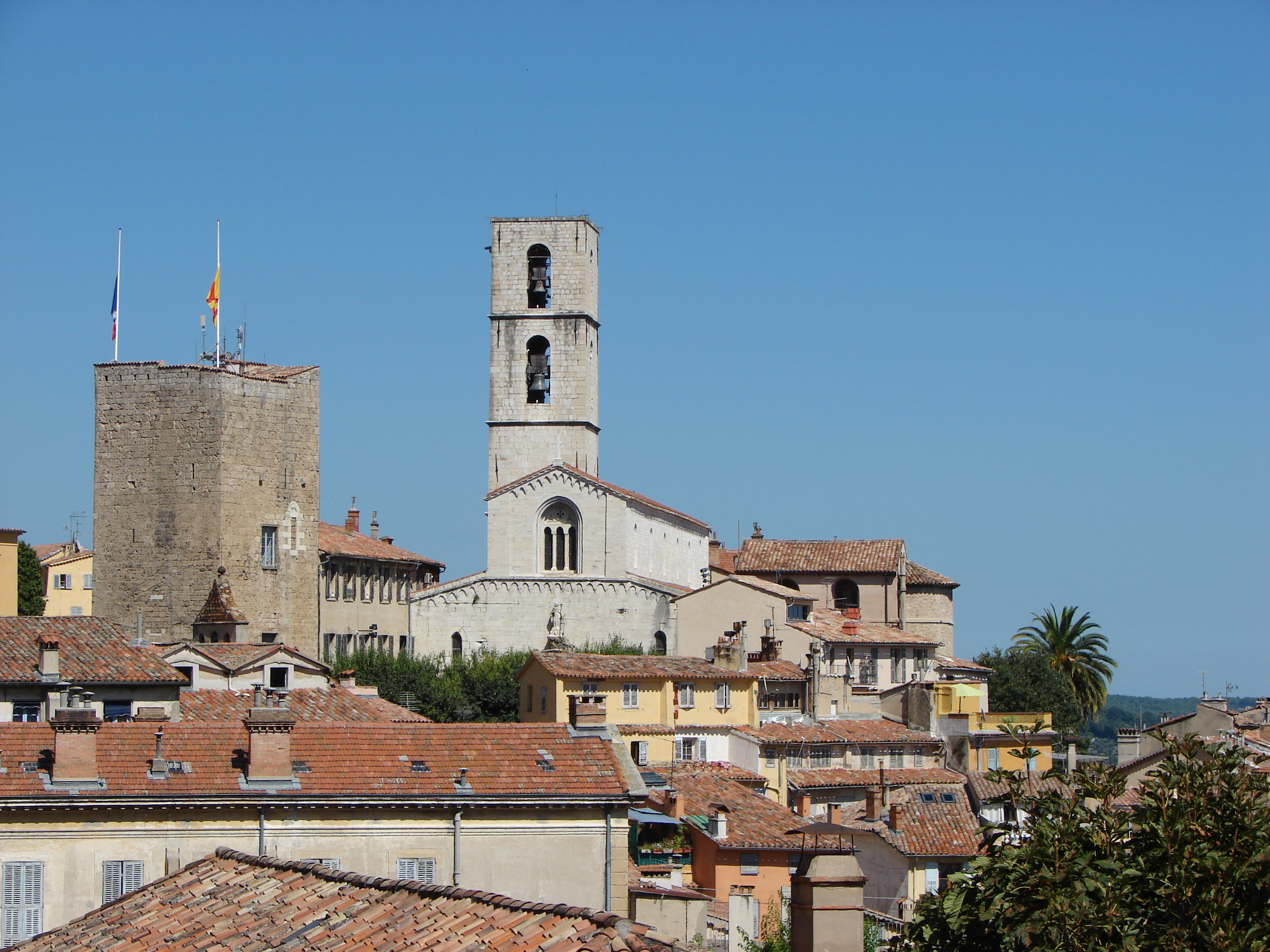
Колокольня кафедрального собора Нотр-Дам-дю-Пюи
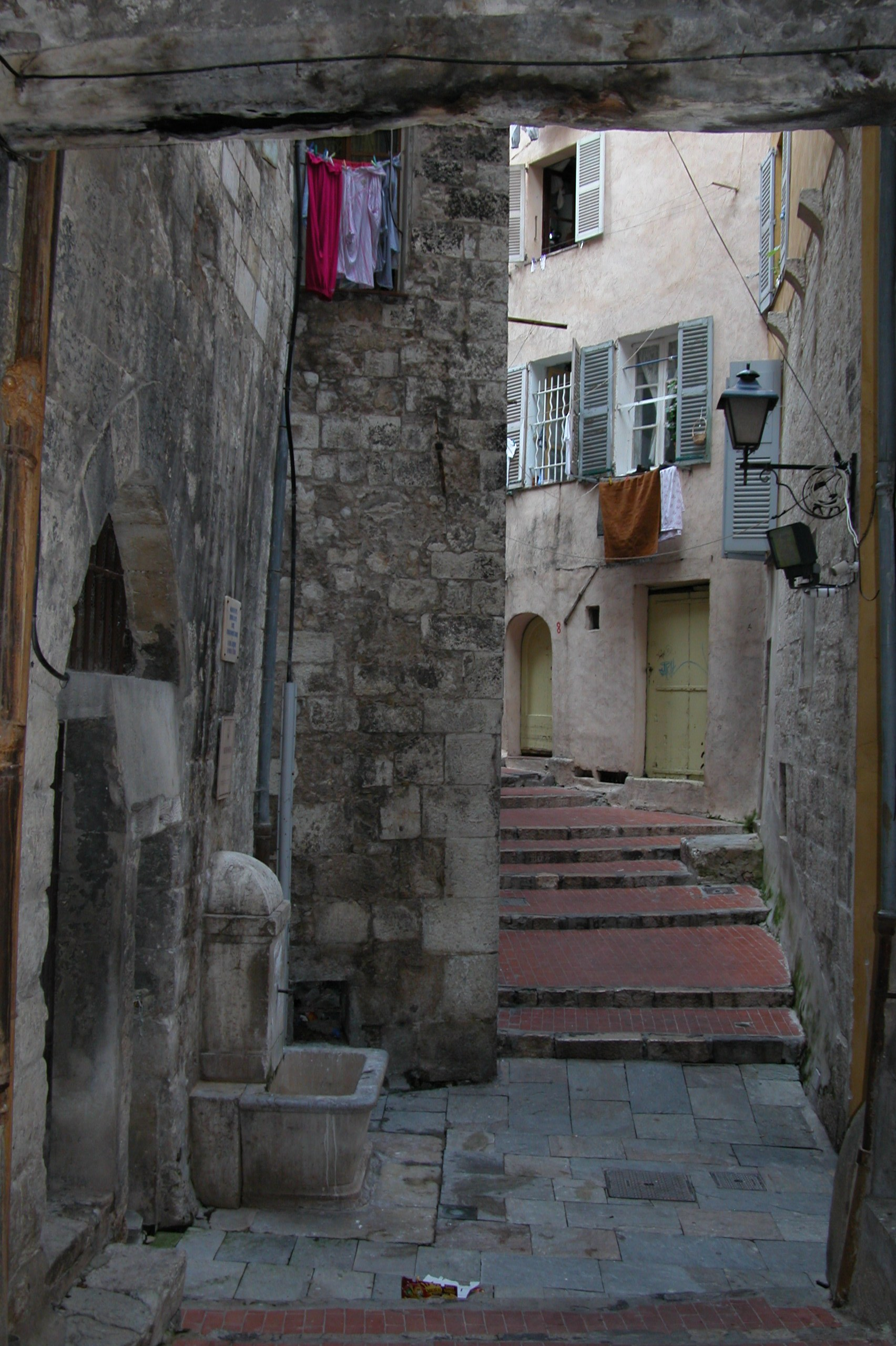
Старая улица
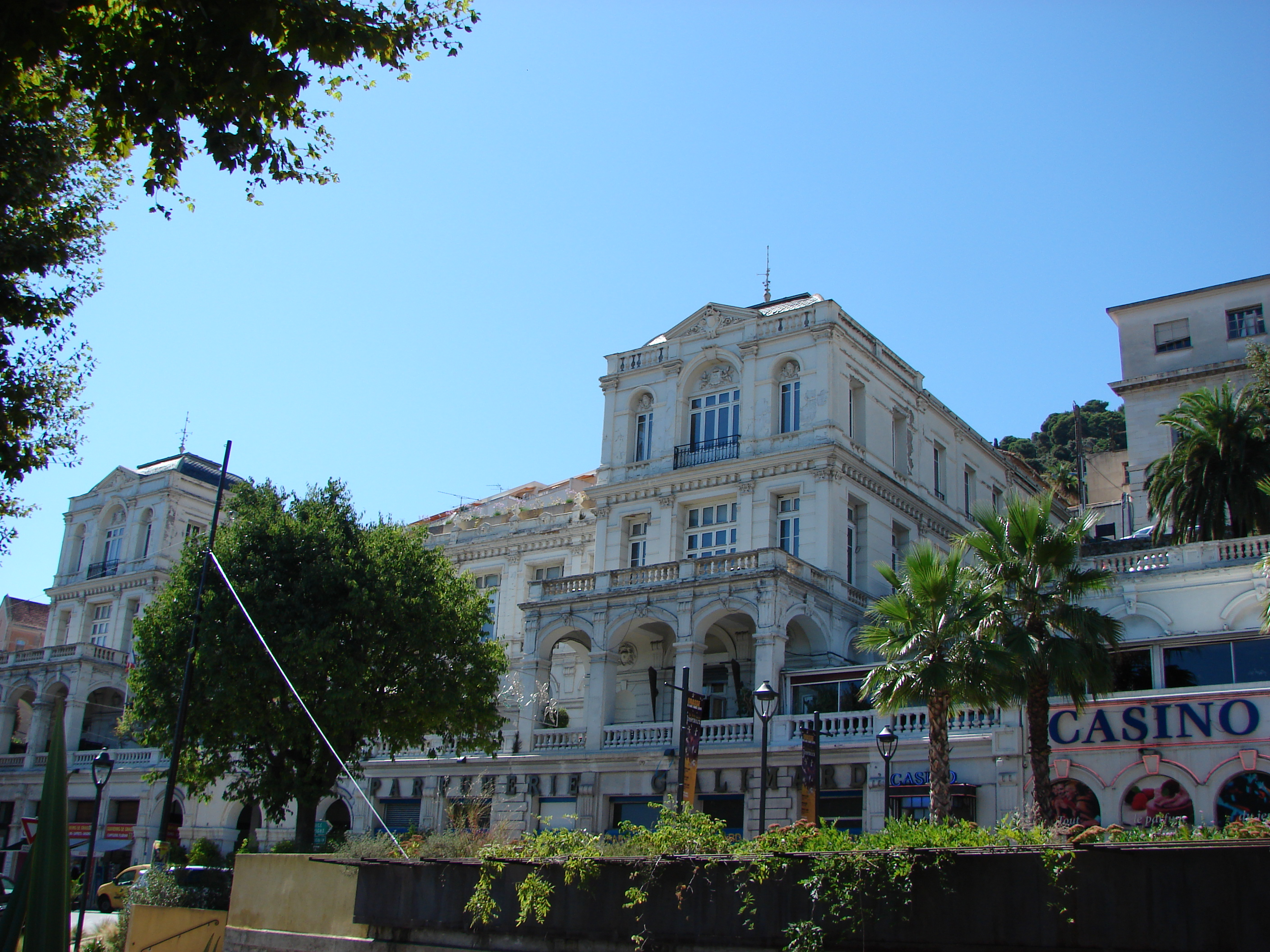
Казино и Дворец конгрессов
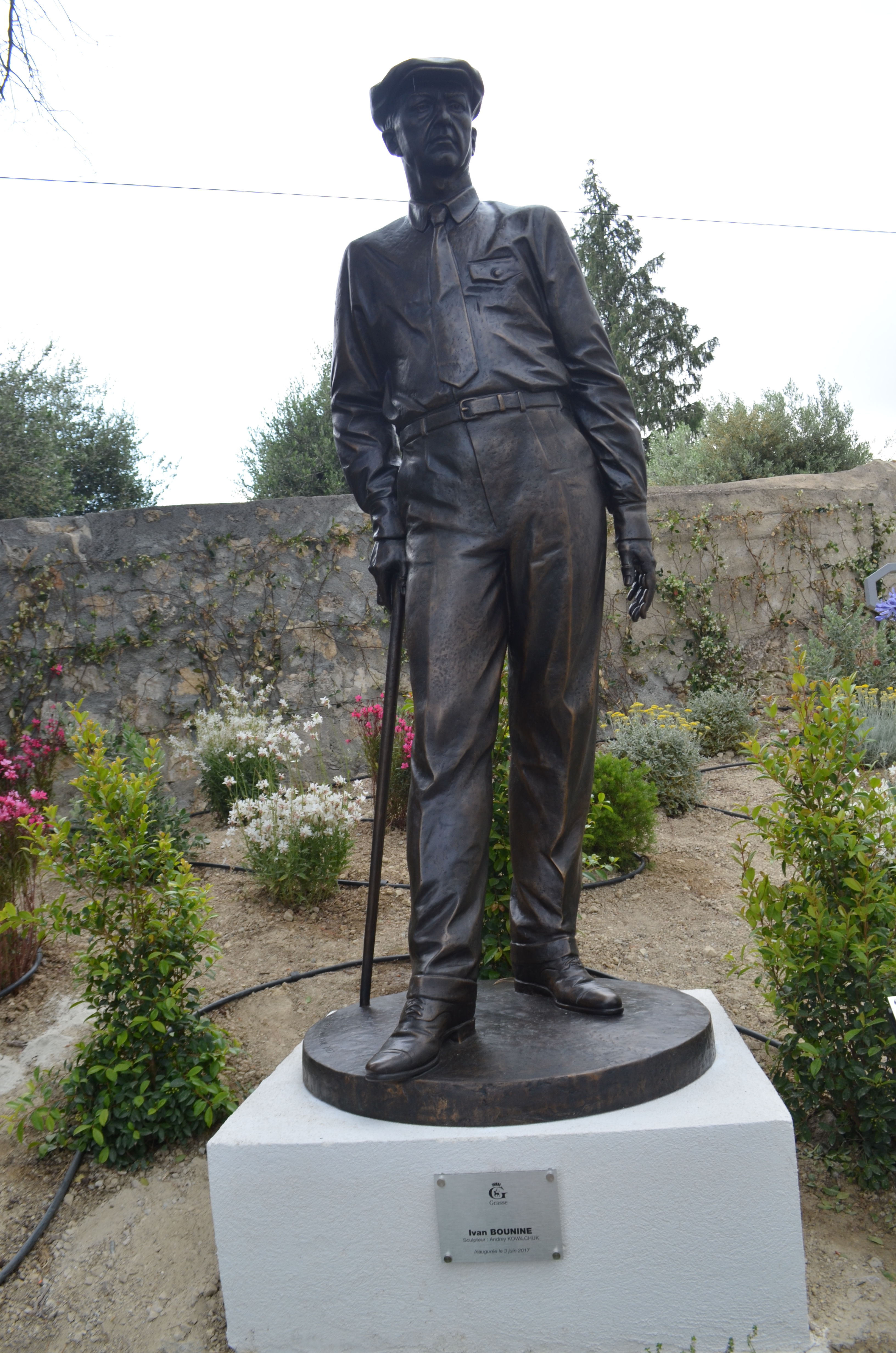
Памятник Бунину
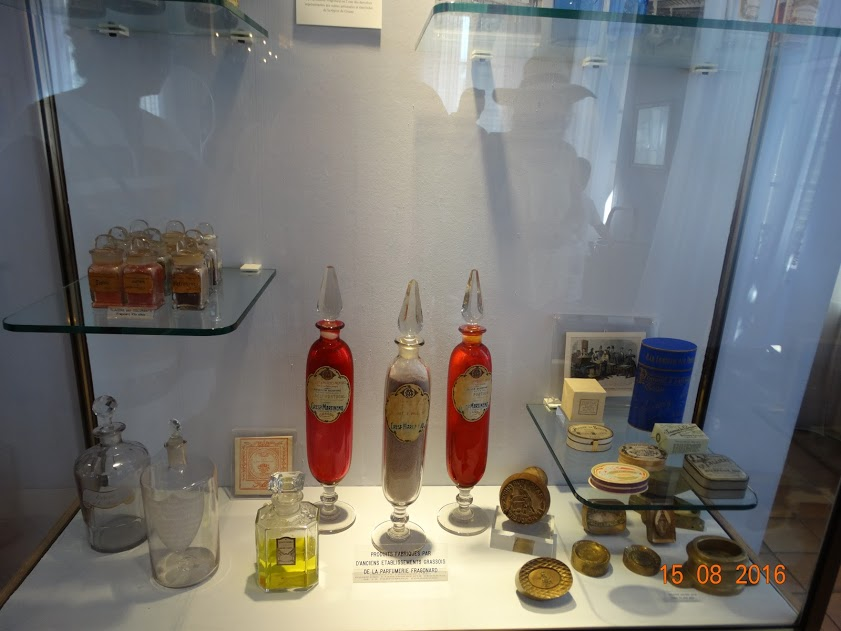
В музее парфюмерии
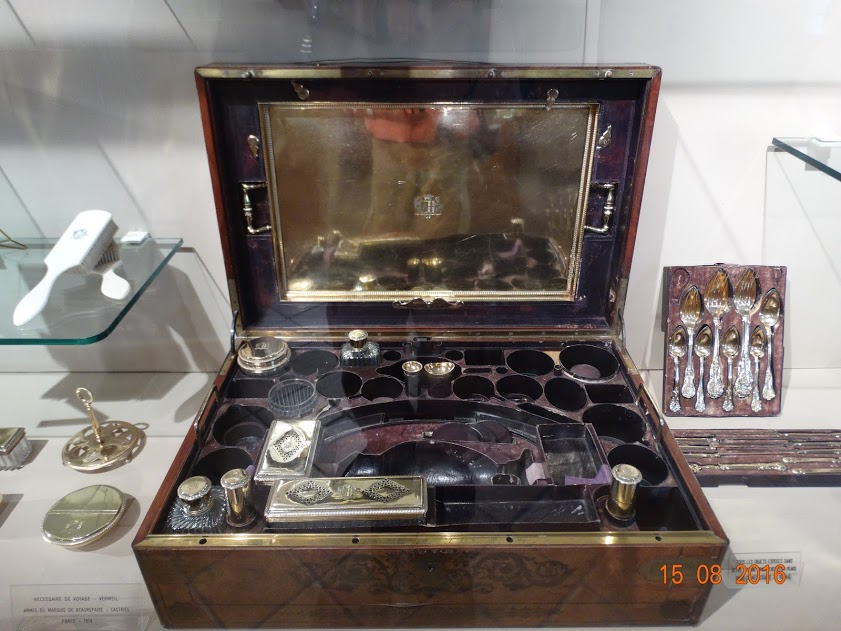
Коробка парфюмера

## Города-побратимы
- Ингольштадт, Германия (1963)
- Ополе, Польша (1964)
- Марблхед[англ.], Массачусетс, США (1986)
- Мурсия, Испания (1990)
- Каррара, Италия (1995)
- Арьяна, Тунис (1999)